# التيار المحث بحزم ضوئية
التيار المحث بحزم ضوئية (بالإنجليزية : Optical beam-induced current) هي طريقة لتحليل أشباه الموصلات تتم باستخدام حقن إشارات ليزرية. هذه الطريقة تستخدم حزم ليزر لإنشاء أزواج من إلكترون/ثغرة إلكترون في عينة شبه الموصل. فعل ذلك يؤدي إلى حث تيار كهربائي يمكن تحليله لتحديد خصائص العينة، خاصة العيوب و الحيود.
الطريقة الاعتيادية للتيار المحث بحزم ضوئية تمسح حزمة ليزرية سريعة جدًّا فوق سطح العينة، تستثار بعض الإلكترونات إلى نطاق التوصيل عبر ما يعرف بـ «امتصاص الفوتون الواحد». كما يدل الاسم فإن امتصاص الفوتون الواحد تعنى باستثارة إلكترون إلى التوصيل بواسطة فوتون واحد فقط. يمكن حدوث ذلك فقط إذا كان هذا الفوتون يحمل طاقة كافية تفوق فجوة النطاق الخاصة بشبه الموصل (1.12 eV للسيليكون) و يزود الإلكترون بطاقة كافية ليمكنه من الانتقال إلى نطاق التوصيل.

## الاستخدامات
هذه الطريقة تستخدم في تحليل الإخفاق لشبه الموصل من تحديد مواقع الانتشار المدفونة، مناطق الاتصال المتضررة، أو قصور أكسيد-البوابة.
هذه الطريقة تستخدم في معرفة متى يجب إيقاف عملية الحفر باستخدام شعاع الأيون المركز (بالإنجليزية :(Focused Ion Beam (FIB) في قطعة كثيفة من السيليكون تستخدم لعمل دارة متكاملة (تسمى نقطة النهاية). يتم ذلك عند استخدام ليزر لحث تيار ضوئي في السيليكون و في نفس الوقت مراقبة كمية التيار الضوئي عن طريق توصيل أميتر إلى طرفي الطاقة و التأريض في الجهاز. كلما قلت كثافة قطعة السيليكون زاد التيار الضوئي حتى يصل إلى قمةٍ كما بين منطقة العبور في الحوض و الوصلة الأساسية. بذلك يتم تحصيل نقطة النهاية بأقل من عمق الحوض مع بقاء الجهاز في قيد التشغيل.